# Вулиця Митрополита Андрея
Ву́лиця Митрополи́та Андре́я — вулиця у Галицькому районі міста Львова, в місцевості Новий Світ. Сполучає площу Святого Юра з вулицею Степана Бандери. Прилучаються вулиці Війтовича та Митрополита Ангеловича.

## Назва
- Не встановлено, відколи походить перша відома назва — Новий Світ бічна, але вже у 1863 році є перші згадки про неї.
- Від 1871 року — до грудня 1944 року — Святої Терези, через її близькість до монастиря святої Терези, розташованого при перехресті з теперішньою вулицею Степана Бандери (нинішня адреса — вул. Бандери, 32).
- З грудня 1944 до липня 2004 року — Невського, на честь Олександра Невського, новгородського князя, благовірного святого РПЦ[9].
- 1 липня 2004 року на сесії Львівської міської ради було прийнято рішення про перейменування вулиці Олександра Невського на Митрополита Андрея, на пошану митрополита Андрея Шептицького.

## Забудова
В архітектурному ансамблі вулиці Митрополита Андрея переважає історизм та віденська сецесія початку XX століття, також радянський конструктивізм 1970-х років. Лише будинок № 12 внесений до реєстру пам'яток архітектури місцевого значення.

### Будинки
№ 2, 4, 6, 8 (колишні адреси — вул. Святої Терези, 2, 2а, 2b, 2c) — житлові будинки зведені у 1911—1912 роках для працівників Крайового банку за проєктом архітектора Зигмунта Добжанського. 31 жовтня 2008 року на стіні будинку № 2 урочисто відкрили пам'ятну таблицю, яка сповіщає, що вулицю названо на честь божого митрополита Андрея Шептицького. Ініціатором встановлення цієї таблиці виступило Львівське обласне товариство політичних в'язнів і репресованих.
№ 3 — студентська бібліотека Національного університету «Львівська політехніка» (навчальний корпус № 28), в якій діють електронний та гібридний читальні зали, а також видавництво «Львівської політехніки».
№ 5 — навчальний корпус № 4 Національного університету «Львівська політехніка», зведений у 1970-х роках за проєктом студентського проєктно-конструкторського бюро Львівського політехнічного інституту. Директором бюро на той час була Віра Лясковська. Головним архітектором проєкту 4-го корпусу був Павло Марьєв, а інженером — В. Рокач. Нині в корпусі містяться Інститут економіки і менеджменту, Інститут прикладної математики та фундаментальних наук, Інститут гуманітарних і соціальних наук.
№ 10 (колишня адреса — вул. Святої Терези, 4) — колишній притулок для старців імені Роберта Домса у Львові. Фундація закладена, на честь сорокалітнього правління цісаря Франца Йосифа I, 24 листопада 1888 року за кошти львівського підприємця та філантропа Роберта Домса з метою утримання осіб похилого віку, збіднілих купців, промисловців, архітекторів, інженерів, хіміків, літераторів, художників, скульпторів. Триповерховий будинок «Притулку для старців Роберта Домса» було споруджено на тогочасній вул. Святої Терези у 1891 році і вже за рік розпочалася діяльність закладу. Роберт Домс керував своїм закладом до смерті у 1893 році. У різні роки тут знайшли свій останній притулок художники Генрик Грабінський, Северин Обст та Теофіл Копистинський, скульптори Тадеуш Вишневецький, Петро Війтович. Притулок ліквідований у 1940 році. Нині у будівлі розташоване Головне управління Пенсійного фонду України у Львівській області, поряд у 1970-х роках збудована нова п'ятиповерхова будівля, що також належить до цієї установи.
№ 12 — двоповерхова кам'яниця, зведена на початку XX століття, у стилі еклектичного історизму. У міжвоєнний період власником будинку був граф Кароль Боско-Богданович. Будинок внесений до реєстру пам'яток архітектури місцевого значення під охоронним № 1640-м.
На земельній ділянці між будинками вул. Шептицьких, 31, вул. Митрополита Андрея, 12 та вул. Митрополита Андрея, 12а планується будівництво нового житлового багатоквартирного будинку. Будинок зводитимуть на місці бази колишнього промислового підприємства, де стояла техніка і ремонтні майстерні і яке не функціонує вже близько 15 років. Основна будівля буде п'ятиповерховою складної конфігурації з великою терасою на першому поверсі. Також у дворі розташують дві окремі квартири з власними входами з вулиці — одна з них матиме два поверхи, а інша трирівнева з виходом на дах. Загалом комплекс складатиметься з 25 квартир різних типів, а також передбачено підземний паркінг на 28 місць з автомобільним ліфтом на в'їзді. Розглядають також варіант дворівневого паркінгу, але наразі у проєкті йдеться про одноповерховий підземний гараж.
№ 14 — триповерхова житлова, колишня чиншова кам'яниця. На першому поверсі міститься магазин «Галицький ЛоксМайстер», що спеціалізується на продажу, встановленні та обслуговуванні систем безпеки.
№ 16, 18, 20 — житлові, колишні чиншові кам'яниці, споруджені за проєктом Вінцентія Кузневича у 1892 році у стилі історизму.

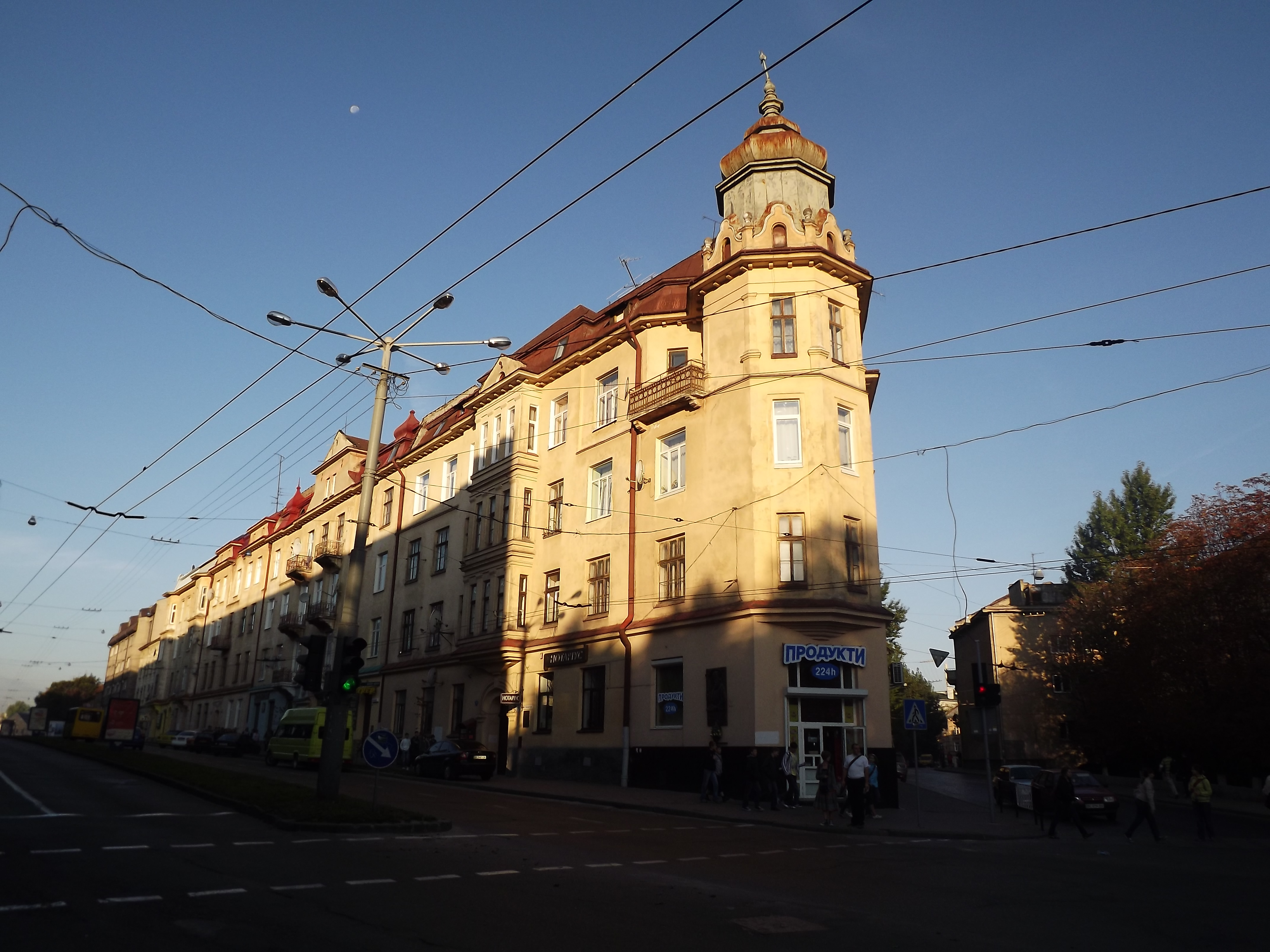
Будинок № 2
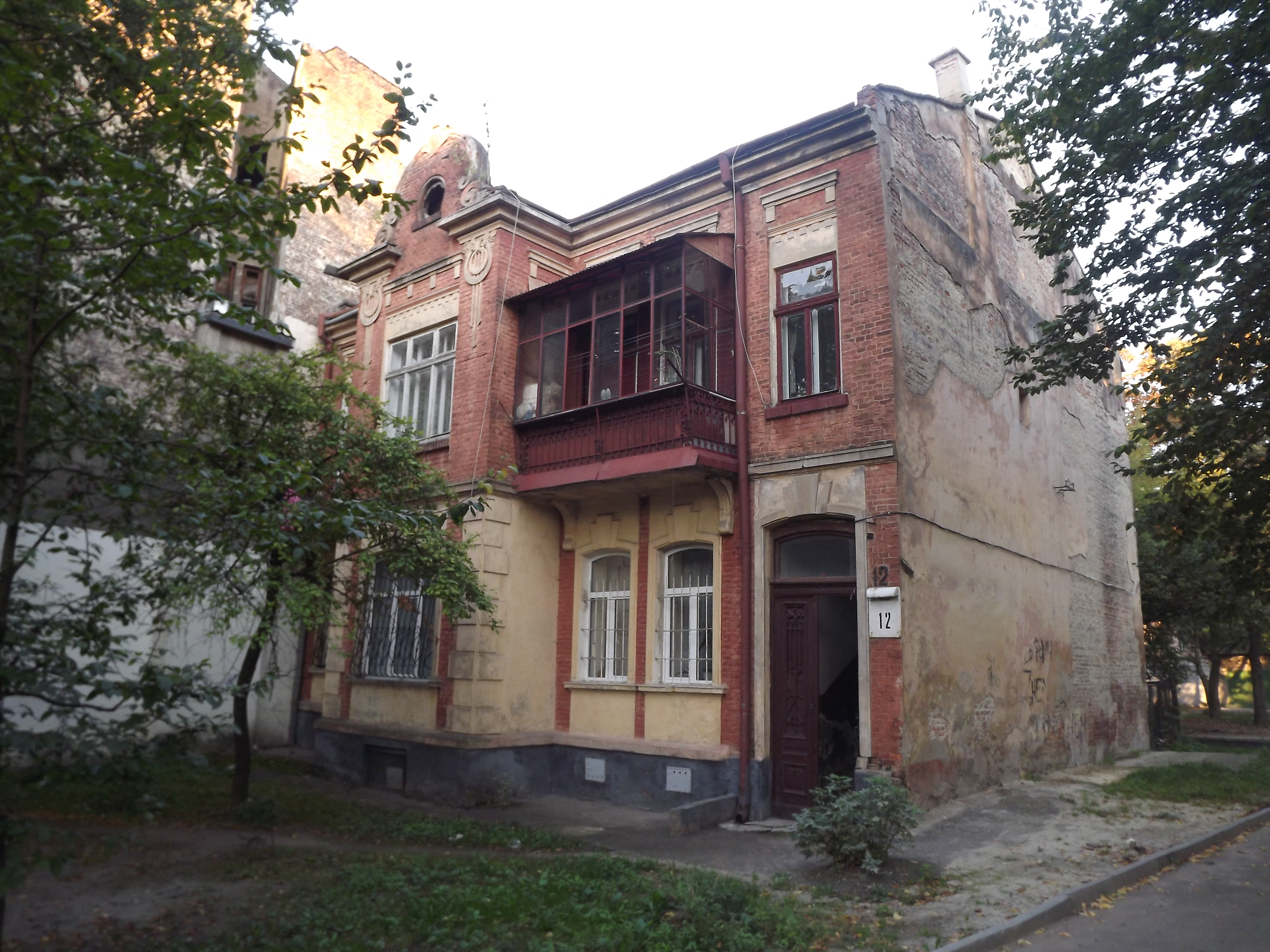
Будинок № 12
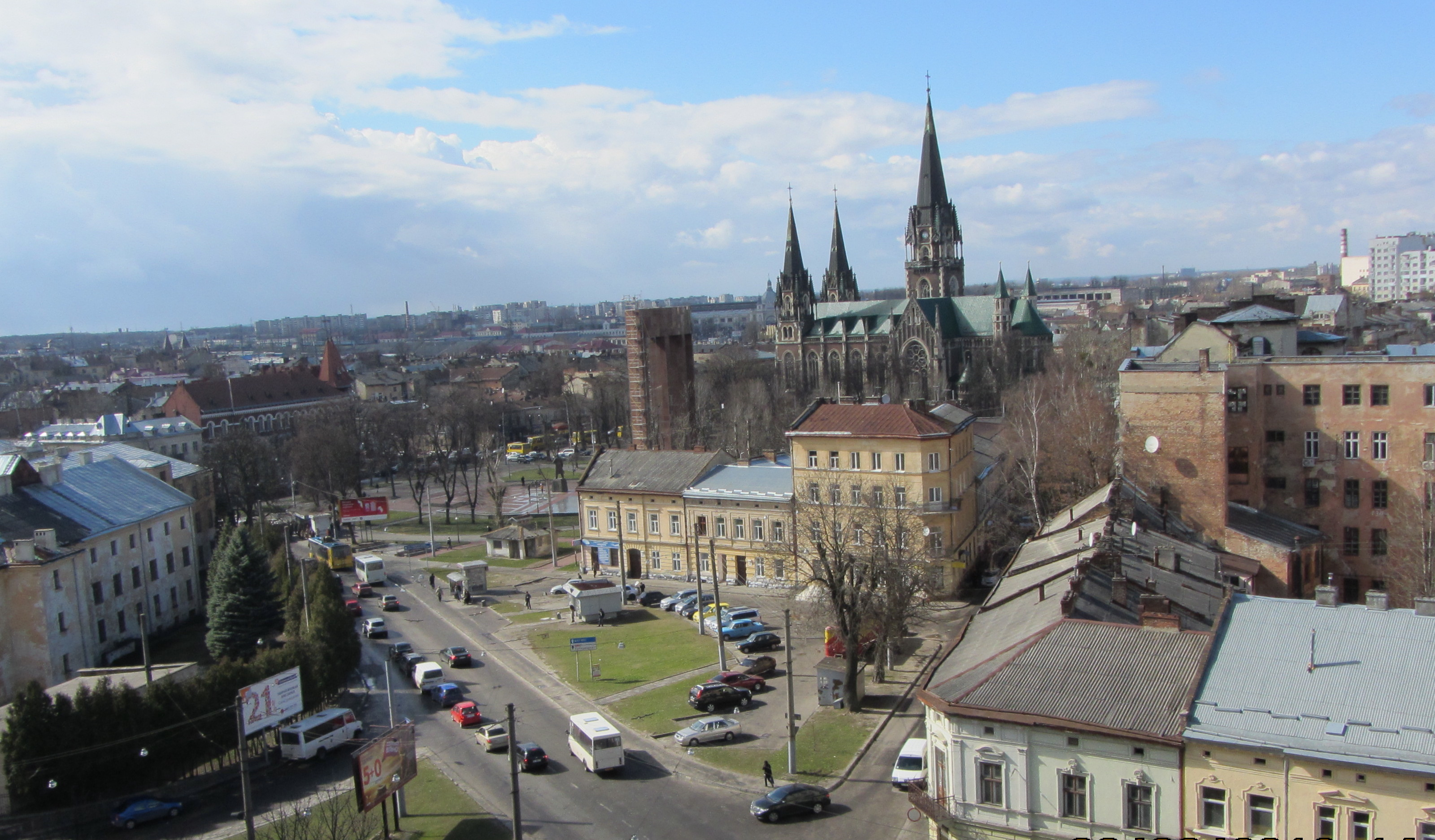
Кінцева ділянка вулиці Митрополита Андрея

## Транспорт
Вулиця Митрополита Андрея відіграє значну роль у транспортному сполученні міста. Вулицею курсує низка тролейбусних та автобусних (маршрутні таксі) маршрутів, що сполучають центр міста Львова з вулицями Ряшівською, Патона, Любінською, Кульпарківською, Науковою, Стрийською, Сихівського житлового масиву.

### Тролейбус
У другій половині 1960-х років, на той час, вулицею Волгоградською було прокладено тролейбусну лінію, якою у напрямку до центру міста курсував тролейбусний маршрут № 9. У 1971 році вулицею паралельно почав курсувати тролейбусний маршрут № 10, від 1977 року — додано тролейбусні маршрути № 14 та № 15, а від 1980 року — ще й тролейбусний маршрут № 2. 1984 року маршрути № 14 та № 15 були скасовані, але 1988 року рух тролейбусів маршрутом № 14 відновлено. 
На початку 1990-х років маршрут № 14 був скасований, а від 1999 року — знов відновлений і остаточно скасований 2003 року. Протягом 2003—2014 років вулицею Антоновича курсували три тролейбусних маршрути — № 2, 9, 10, до яких 2014 року додався тролейбусний маршрут № 20. 2017 року тролейбусний маршрут № 20 скасовано, а маршрути № 2, 9, 10 продовжували курсувати вулицею. 9 липня 2018 року призупинив свою роботу тролейбусний маршрут № 10. Від 1 липня 2019 року змінилася нумерація тролейбусних маршрутів у Львові. Згідно цих змін, колишній тролейбусний маршрут № 2 став № 22, № 9 — № 29 та № 10 — № 30. Станом на червень 2025 року вулицею курсують тролейбусні маршрути № 22, 30.

### Автобус
Вулиця Митрополита Андрея активно використовується для руху інших видів громадського транспорту — маршрутного таксі № 33, 38, 42 та приміських автобусів № 133, 171.
Під час пандемії COVID-19 було призупинено роботу автобусного маршруту № 33, що сполучав ТРК «Південний» з вулицею Січових Стрільців і відтоді він не обслуговувався. З 9 червня 2025 року автобусний маршрут № 33 відновлено.

### Велоінфраструктура
На вулиці Митрополита Андрея також облаштовано велосипедну доріжку, якою можна дістатись від вул. Степана Бандери до проспекту Свободи.